# Olivier Boumal
Olivier Junior Boumal (Douala, 1989. szeptember 17. –) kameruni válogatott labdarúgó, aki jelenleg a Liaoning Whowin játékosa.

## Pályafutása
2009-ben a kameruni U20-as labdarúgó-válogatott tagjaként részt vett a 2009-es U20-as labdarúgó-világbajnokságon. A 2017-es konföderációs kupán részt vevő keret tagja volt.

## Statisztika
2017. november 26-i állapotnak megfelelően.
| Válogatott | Év       | Mérkőzés | Gól |
| ---------- | -------- | -------- | --- |
| Kamerun    | 2017     | 3        | 0   |
| Összesen   | Összesen | 3        | 0   |

## Sikerei, díjai

### Klub
- Panaitolikósz
  - Görög másodosztály bajnok: 2010–11